# 費斯 (北卡羅萊納州)
費斯（英語：Faith）是一個位於美國北卡羅萊納州羅恩縣的城鎮。

## 人口
根據2020年美國人口普查的數據，費斯的面積為2.71平方千米，皆為陸地。當地共有人口819人，而人口密度為每平方千米302人。